# Nørreskov-Skolen
Nørreskov-Skolen er en folkeskole beliggende i Guderup på Als i Sønderborg Kommune, Danmark. Skolen tilbyder undervisning fra børnehaveklasse til 9. klasse og er en del af det kommunale skolevæsen.

## Historie
Nørreskov-Skolen blev opført i 1993 og fungerer som en af de centrale skoler midt på Als. Skolen blev etableret som led i en skolereform, hvor der blev lagt vægt på større enheder med moderne faciliteter. Den er opkaldt efter Nørreskoven.
I skoleåret 2017/2018 indførte Nørreskov-Skolen et forsøg med såkaldt "rullende skolestart" for de yngste årgange. Det betyder, at børn i 0.–2. klasse starter i skole løbende over året, frem for udelukkende i august. Ifølge Sønderborg Kommune har forsøget medført færre skoleudsættelser og forbedret trivsel hos eleverne.
I 2018 blev Nørreskov-Skolen omtalt i en sag behandlet af Folketingets Ombudsmand. Skolen havde i et forældrebrev givet udtryk for, at elever forventedes at medbringe egne computere. Ombudsmanden udtalte, at dette ikke er foreneligt med reglerne, og skolen justerede efterfølgende sine retningslinjer.
Skolen samarbejder med erhvervsuddannelsesinstitutionen EUC Syd. I et projekt fra 2017 blev en 5. klasse tilknyttet praktikforløb på EUC Syd som en del af skolens fokus på praksisnær undervisning.